# Kowalowo (przystanek kolejowy)
Kowalowo (ros. Ковалёво) – przystanek kolejowy w miejscowości Kowalowo, w rejonie wsiewołożskim, w obwodzie leningradzkim, w Rosji. Położony jest na linii z petersburskiego Dworca Fińskiego do Dubrowki i Ładożskojego Oziera.